# Powiat Wien-Umgebung
Powiat Wien-Umgebung (niem. Bezirk Wien-Umgebung) – istniejący do 31 grudnia 2016 r. powiat w Austrii, w kraju związkowym Dolna Austria. Siedziba powiatu znajdowała się w mieście Klosterneuburg. Większość powiatu leżała w rejonie Industrieviertel, jednak niektóre obszary również w rejonach Weinviertel i Mostviertel.
Powiat podzielony był na cztery części wokół miast Klosterneuburg, Schwechat, Purkersdorf i Gerasdorf bei Wien. Został oddzielony od Wiednia w 1954, a rozwiązany 31 grudnia 2016.
Cały powiat leżał w Kotlinie Wiedeńskiej, południowo-zachodnia część również w Lesie Wiedeńskim.
Powiat Wien-Umgebung graniczył z następującymi powiatami (zgodnie z kierunkiem ruchu wskazówek zegara): Mistelbach, Gänserndorf, Bruck an der Leitha, Baden, Mödling, St. Pölten-Land, Tulln i Korneuburg.

## Geografia
Cały powiat leży w Kotlinie Wiedeńskiej, południowo-zachodnia część również w Lesie Wiedeńskim.
Powiat Wien-Umgebung graniczy z następującymi powiatami (zgodnie z kierunkiem ruchu wskazówek zegara): Mistelbach, Gänserndorf, Bruck an der Leitha, Baden, Mödling, St. Pölten-Land, Tulln i Korneuburg.

## Podział administracyjny
Powiat podzielony był na 21 gmin, w tym sześć gmin miejskich (Stadt), siedem gmin targowych (Marktgemeinde) oraz osiem gmin wiejskich (Gemeinde).
| Miasta 1. Fischamend (4 450) 2. Gerasdorf bei Wien (9 209) 3. Klosterneuburg (25 124) 4. Pressbaum (6 162) 5. Purkersdorf (8 364) 6. Schwechat (15 990) Gminy targowe 1. Gablitz (4 374) 2. Gramatneusiedl (2 461) 3. Himberg (5 956) 4. Leopoldsdorf (4 039) 5. Mauerbach (3 531) 6. Schwadorf (1 860) 7. Tullnerbach (2 506) | Gminy 1. Ebergassing (3 565) 2. Klein-Neusiedl (833) 3. Lanzendorf (1 581) 4. Maria-Lanzendorf (2 032) 5. Moosbrunn (1 537) 6. Rauchenwarth (638) 7. Wolfsgraben (1 524) 8. Zwölfaxing (1 454) |
| (stan liczby mieszkańców na 31 grudnia 2005) | |

1 stycznia 2017 powiat został zlikwidowany, a wchodzące w jego skład gminy przyłączono następująco do graniczących z nim powiatów:
- powiat Bruck an der Leitha (13 gmin): Ebergassing, Fischamend, Gramatneusiedl, Himberg, Klein-Neusiedl, Lanzendorf, Leopoldsdorf, Maria-Lanzendorf, Moosbrunn, Rauchenwarth, Schwadorf, Schwechat i Zwölfaxing
- powiat Korneuburg (jedna gmina): Gerasdorf bei Wien
- powiat Tulln (jedna gmina): Klosterneuburg
- powiat St. Pölten-Land (sześć gmin): Gablitz, Mauerbach, Pressbaum, Purkersdorf, Tullnerbach i Wolfsgraben

## Transport
Przez ułożenie powiatu wokół miasta stołecznego przez jego teren przebiegało wiele ważnych szlaków komunikacyjnych, były to: autostrada A1 oraz A4 oraz drogi krajowe: B1 (Wiener Straße), B9 (Preßburger Straße), B10 (Brucker Straße), B11 (Mödlinger Straße), B13 (Laaber Straße), B14 (Klosterneuburger Straße), B15 (Mannersdorfer Straße), B16 (Ödenburger Straße) i B44 (Neulengbacher Straße), a także linie kolejowe Wiedeń - Bratysława, Wiedeń - Budapeszt, Wiedeń - Praga, Wideń - Salzburg.
W okolicach Schwechat znajduje się międzynarodowy port lotniczy Wiedeń-Schwechat.